# Amphisbetetus trinotatus
Amphisbetetus trinotatus är en tvåvingeart som beskrevs av Paramonov 1966. Amphisbetetus trinotatus ingår i släktet Amphisbetetus och familjen rovflugor. Inga underarter finns listade i Catalogue of Life.